# Daniil Charitonov
Daniil Sergeevič Charitonov (in russo Даниил Сергеевич Харитонов?; Južno-Sachalinsk, 22 dicembre 1998) è un pianista e compositore russo vincitore di premi sia in patria che all'estero.
È stato il più giovane concorrente nella divisione pianistica del prestigioso XV Concorso Internazionale Čajkovskij tenutosi nel giugno 2015, concorso nel quale ha vinto la Medaglia di Bronzo. Aveva 16 anni e mezzo al momento della vittoria, il che lo rese il più giovane vincitore di pianoforte nella storia del Concorso Internazionale Čajkovskij dopo Grigorij Sokolov. È stato anche il vincitore del Gran Premio del 1º Concorso Internazionale di Pianoforte Vladimir Krainev di Mosca (2015). Charitonov studia alla scuola centrale di musica del Conservatorio di Mosca con il professor Valerij Piaseckij.

## Biografia
Charitonov è nato a Južno-Sachalinsk, nell'isola di Sachalin. Sua madre, di professione violinista, spesso era solito portarlo alle prove e ai concerti. Ancora in tenera età, Charitonov mostrò un dono insolito per la musica; iniziò a suonare il pianoforte all'età di 5 anni ed entrò nella scuola secondaria di musica nella città di Novosibirsk sotto l'insegnamento di Jana Turič, assistente della professoressa Mary Lebenson. Un anno dopo, il suo "talento fenomenale e il suo enorme interesse per la musica" gli valsero una borsa di studio della New Games Charitable Foundation e l'invito a studiare presso la prestigiosa scuola centrale di musica del conservatorio statale di Mosca Pëtr Il'č Čajkovskij. Studia con il professor Valerij Piaseckij, artista onorato della Russia, dal 2009.
Charitonov debuttò con un'orchestra all'età di 7 anni, suonando un concerto di Mozart. Alla stessa età vinse il Gran Premio al Concorso Internazionale di Vienna, dove ottenne il titolo onorifico "Mozart - Wunderkind". Nel 2006 vinse il Primo Premio al Concorso Internazionale di Pianisti e Gruppi in Memoria di Rachmaninov. Nel 2008, Charitonov vinse il secondo concorso regionale aperto ai giovani artisti "Concerto con orchestra" a Voronež; nello stesso anno vinse il Primo Premio al Concorso Internazionale di Mosca “Novye imena”. Il suo trampolino di lancio verso una più ampia fama fu l'11º Concorso televisivo "Lo Schiaccianoci", svoltosi nel 2010, in cui ottenne il Primo Premio, lo "Schiaccianoci d'Oro", nonché un premio speciale dalla stazione televisiva russa "La Cultura". All'età di 11 anni, dopo aver eseguito il Primo Concerto di Rachmaninov con l'orchestra “Novaja Russia” diretta da Freddy Cadena, Charitonov è stato insignito del titolo onorifico per il vincitore del premio dell'orchestra.
Nel marzo 2013, Charitonov si è esibito con successo alla Carnegie Hall di New York. I critici americani hanno molto elogiato la performance del giovane musicista, e nello stesso anno, Charitonov è stato nominato per il premio "Orgoglio nazionale della Russia" all'età di 14 anni, insieme a figure di prima grandezza: Majja Pliseckaja, Anna Netrebko e Rodion Ščedrin. Il 6 ottobre 2013, Charitonov ha avuto il grande onore di essere un portatore di fiaccola nella cerimonia di benvenuto per le olimpiadi di Soči 2014, che si è tenuto al Cremlino di Mosca. È stato il quarto portatore e ha passato la torcia a Diana Višneva, ballerina e artista nazionale russa.
Nell'aprile 2015, il sedicenne Daniel Charitonov ha vinto il Gran Premio al 1º Concorso Pianistico Internazionale Vladimir Krainev di Mosca. Due mesi dopo, ha ricevuto il Terzo Premio e la Medaglia di Bronzo al XV Concorso Internazionale Čajkovskij. Il pubblico del Concorso Čajkovskij è rimasto sbalordito dalla tecnica e dalle interpretazioni sincere del prodigio.
Charitonov si esibisce regolarmente con l'orchestra da camera dei virtuosi di Mosca diretta da Vladimir Spivakov dall'età di 12 anni e detiene una borsa di studio alla fondazione di carità di Vladimir Spivakov. Si è esibito nelle migliori sale da concerto di Mosca, San Pietroburgo, più di 20 città in Russia e in 17 paesi. È anche apparso con le migliori orchestre russe, tra cui l'orchestra sinfonica del teatro Mariinskij, l'orchestra filarmonica nazionale russa, l'Orchestra Sinfonica Čajkovskij, l'orchestra sinfonica dell'accademia filarmonica di Mosca e l'orchestra nazionale sinfonica del Tatarstan.

## Repertorio
Di seguito è riportato il repertorio di Charitonov al XV Concorso Internazionale Čajkovskij del 2015:
- Prima parte ì:[7]

Johann Sebastian Bach - Preludio e fuga in Si bemolle minore, Il clavicembalo ben temperato, libro 1, n. 22, BWV 867. Ludwig van Beethoven - Sonata n. 23 in fa minore (“Appassionata”), op. 57. Pëtr Čajkovskij  - "Meditazione", op. 72, n. 5. Franz Liszt - Studio in Fa minore dagli Studi trascendentali per pianoforte, S. 139, No. 10. Frédéric Chopin - Studio in sol diesis minore, op. 25, n. 6. Sergej Rachmaninov - Étude-tableau in re maggiore, op. 39, n. 9
- Seconda parte:[8][9]

Johann Sebastian Bach - Ferruccio Busoni. Ciaccona dalla Partita n. 2 per violino in re minore, BWV 1004. Franz Liszt - Sonetto del Petrarca n. 147 da Anni di pellegrinaggio, S. 161,6. Franz Liszt - Rapsodia ungherese n. 12 in Do diesis minore, S. 244. Sergej Rachmaninov - Preludio in Sol maggiore, Op.23,10. Sergej Rachmaninov - Sonata n. 2 in Si bemolle minore, op. 36 (seconda edizione). Wolfgang Amadeus Mozart - Concerto per pianoforte n. 9 in Mi bemolle maggiore, K.271.
- Finale:[10]

Pëtr Čajkovskij - Concerto per pianoforte n. 1 in Si bemolle minore, Op.23. Franz Liszt - Concerto per pianoforte 1 in Mi bemolle maggiore, S. 124.